# 抹香鯨嶺

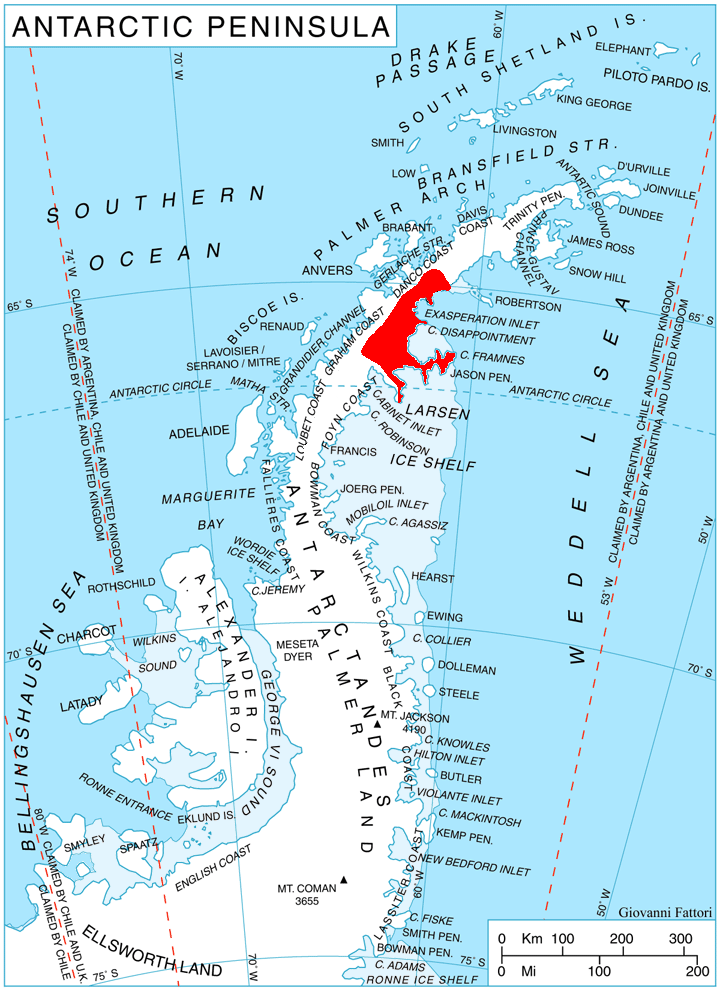

65°47′S 62°48′W / 65.783°S 62.800°W
抹香鯨嶺（英語：Spermwhale Ridge）是南極洲的山嶺，位於葛拉漢地的奧斯卡二世海岸，處於沃登高地北部，海拔高度約800米，由英國南極名稱諮詢委員會命名，現時由南極條約體系管理。